# Kedreng
Kedreng (persiska: Kedrīng, کدرینگ, کدرنگ) är en ort i Iran.   Den ligger i provinsen Kerman, i den sydöstra delen av landet, 900 km sydost om huvudstaden Teheran. Kedreng ligger 2 489 meter över havet och antalet invånare är 120.
Terrängen runt Kedreng är kuperad åt nordväst, men åt sydost är den platt. Kedreng ligger nere i en dal.Runt Kedreng är det glesbefolkat, med 17 invånare per kvadratkilometer. Närmaste större samhälle är Darb-e Behesht, 9,3 km väster om Kedreng. Omgivningarna runt Kedreng är i huvudsak ett öppet busklandskap.